# Le Torquesne
Le Torquesne és un municipi francès situat al departament de Calvados i a la regió de Normandia. L'any 2007 tenia 409 habitants.

## Demografia

### Població
El 2007 la població de fet de Le Torquesne era de 409 persones. Hi havia 147 famílies de les quals 24 eren unipersonals (12 homes vivint sols i 12 dones vivint soles), 46 parelles sense fills, 69 parelles amb fills i 8 famílies monoparentals amb fills.
La població ha evolucionat segons el següent gràfic:
Habitants censats

### Habitatges
El 2007 hi havia 208 habitatges, 148 eren l'habitatge principal de la família, 47 eren segones residències i 13 estaven desocupats. Tots els 208 habitatges eren cases. Dels 148 habitatges principals, 137 estaven ocupats pels seus propietaris, 9 estaven llogats i ocupats pels llogaters i 3 estaven cedits a títol gratuït; 1 tenia dues cambres, 10 en tenien tres, 33 en tenien quatre i 105 en tenien cinc o més. 117 habitatges disposaven pel capbaix d'una plaça de pàrquing. A 47 habitatges hi havia un automòbil i a 97 n'hi havia dos o més.

### Piràmide de població
La piràmide de població per edats i sexe el 2009 era:
| Homes | Edats   | Dones |
| ----- | ------- | ----- |
| 0     | 95 o +  | 0     |
| 0     | 90 a 94 | 0     |
| 0     | 85 a 89 | 4     |
| 0     | 80 a 84 | 4     |
| 4     | 75 a 79 | 4     |
| 0     | 70 a 74 | 0     |
| 0     | 65 a 69 | 0     |
| 8     | 60 a 64 | 8     |
| 4     | 55 a 59 | 20    |
| 16    | 50 a 54 | 8     |
| 20    | 45 a 49 | 8     |
| 8     | 40 a 44 | 20    |
| 28    | 35 a 39 | 16    |
| 8     | 30 a 34 | 0     |
| 12    | 25 a 29 | 8     |
| 0     | 20 a 24 | 8     |
| 8     | 15 a 19 | 12    |
| 12    | 10 a 14 | 32    |
| 8     | 5 a 9   | 12    |
| 4     | 0 a 4   | 8     |

## Economia
El 2007 la població en edat de treballar era de 273 persones, 208 eren actives i 65 eren inactives. De les 208 persones actives 196 estaven ocupades (105 homes i 91 dones) i 12 estaven aturades (6 homes i 6 dones). De les 65 persones inactives 31 estaven jubilades, 21 estaven estudiant i 13 estaven classificades com a «altres inactius».

### Ingressos
El 2009 a Le Torquesne hi havia 159 unitats fiscals que integraven 447 persones, la mediana anual d'ingressos fiscals per persona era de 19.184 €.

### Activitats econòmiques
Dels 12 establiments que hi havia el 2007, 5 eren d'empreses de construcció, 2 d'empreses de comerç i reparació d'automòbils, 2 d'empreses de serveis i 3 d'empreses classificades com a «altres activitats de serveis».
Dels 6 establiments de servei als particulars que hi havia el 2009, 2 eren paletes, 1 fusteria, 2 lampisteries i 1 perruqueria.
L'any 2000 a Le Torquesne hi havia 8 explotacions agrícoles.

## Equipaments sanitaris i escolars
El 2009 hi havia una escola maternal.

## Poblacions més properes
El següent diagrama mostra les poblacions més properes.